# Montgivray
Montgivray település Franciaországban, Indre megyében. Lakosainak száma 1557 fő (2022. január 1.). Montgivray La Châtre, Lacs, Lourouer-Saint-Laurent, Le Magny, Nohant-Vic és Sarzay községekkel határos.

## Népesség
A település népességének változása:
| Lakosok száma | 1479 | 1517 | 1661 | 1672 | 1685 | 1634 | 1600 | 1570 | 1554 | 1557 |
|               | 1968 | 1982 | 1990 | 2006 | 2013 | 2015 | 2017 | 2019 | 2020 | 2022 |